# Llista de topònims de la Torre d'Elna
Llista de topònims (noms propis de lloc) de la Torre d'Elna (Rosselló).
Informació actualitzada per un bot. Els canvis manuals es perdran quan s'actualitzi!

## Misc
| imatge | Nom                                | Ubicat a                                | instància de                          | Detalls                                       | coordenades                                                                                              | Protecció | Commons (més fotos)                     | Dades a WD                    |
| ------ | ---------------------------------- | --------------------------------------- | ------------------------------------- | --------------------------------------------- | --- | --------- | --------------------------------------- | ----------------------------- |
|        | Castell de la Torre d'Elna         | la Torre d'Elna                         | castell                               |                                               | 42° 36′ 21″ N, 3° 00′ 05″ E / 42.605923055556°N,3.0014861111111°E 12.3 msnm                              |           |                                         | Modifica les dades a Wikidata |
|        | Puig Ferran                        | la Torre d'Elna                         | muntanya                              |                                               | 42° 36′ 44″ N, 2° 59′ 33″ E / 42.6121666667°N,2.99247222222°E                                            |           |                                         | Modifica les dades a Wikidata |
|        | Rec de la Torre                    | la Torre d'Elna Elna Sant Cebrià        | canal                                 | Desemboca: estany de Sant Cebrià Llarg: 2.7km | 42° 36′ 25″ N, 3° 02′ 07″ E / 42.6070555556°N,3.03538888889°E                                            |           |                                         | Modifica les dades a Wikidata |
|        | Sant Jaume de la Torre d'Elna      | la Torre d'Elna                         | església                              | Dedicat a: Jaume el Major                     | 42° 36′ 21″ N, 3° 00′ 05″ E / 42.605704°N,3.001458°E                                                     |           | Église Saint-Jacques de Latour-Bas-Elne | Modifica les dades a Wikidata |
|        | casa de la vila de la Torre d'Elna | la Torre d'Elna                         | instal·lació Ús: seu del govern local |                                               | 42° 36′ 16″ N, 3° 00′ 05″ E / 42.6044842265683°N,3.00130216468283°E fr:AV DU TECH, 66200 LATOUR-BAS-ELNE |           |                                         | Modifica les dades a Wikidata |
|        | rec d'Elna                         | Ortafà Elna la Torre d'Elna Sant Cebrià | canal de reg                          |                                               | |           |                                         | Modifica les dades a Wikidata |